# Севрюков, Николай Михайлович
Николай Михайлович Севрюков (26 апреля 1909, деревня Бортники — 15 января 1943, посёлок Донской) — Герой Советского Союза.

## Биография
Родился 26 апреля 1909 года в деревне Бортники (ныне — в Тарусском районе Калужской области), в семье служащего.
Окончил Московский институт агрохимии и почвоведения. С 1932 года по распределению работал в совхозах Абхазии, Ростовской и Ферганской областях. В 1939 году приехал к матери в Серпухов. Работал агрономом, затем управляющим отделения «Приокские луга» в совхозе «Большевик» Серпуховского района.
23 июня 1941 года призван Серпуховским РВК в армию, с октября того же года — на фронте.
15 января 1943 года командир отделения 130-го гвардейского стрелкового полка (44-я гвардейская стрелковая дивизия, 1-я гвардейская армия, Юго-Западный фронт) гвардии сержант Н. Севрюков в составе группы из 13 человек участвовал в захвате 3 домов на окраине железнодорожного посёлка Донской. В течение дня бойцы мужественно отражали атаки гитлеровцев. Оказавшись в окружении советские воины сражались до последнего патрона. Все погибли. В горящем доме, не отходя от пулемётов, погиб и командир отделения.
Указом Президиума Верховного Совета СССР «О присвоении звания Героя Советского Союза начальствующему и рядовому составу Красной Армии» от 31 марта 1943 года за «образцовое выполнение боевых заданий командования на фронте борьбы с немецкими захватчиками и проявленные при этом отвагу и геройство» удостоен посмертно звания Героя Советского Союза.
Звание Героев Советского Союза было присвоено и 12 его соратникам. Герои похоронены в братской могиле на железнодорожной станции Красновка.
В 2013 году присвоено звание «Почётный гражданин Тарусского района» посмертно.

## Память
- Обелиск над могилой тринадцати Героев.
- Музей 13 Героев Советского Союза[4].

- В городе Тарусе установлена мемориальная доска памяти Севрюкова и ещё четверых Героев Советского Союза
- В Центральном музее Вооружённых Сил в Москве есть стенд «Тринадцать Героев Красновки»[5].
- Именем Н. М. Севрюкова названа улица в Серпухове.
- В посёлке Мирный (Серпуховский район) установлен бюст Героя.
- В деревне Бортники Тарусского района Калужской области установлен памятный знак.